# Arrigo Levi
Arrigo Levi (* 17. Juli 1926 in Modena; † 24. August 2020 in Rom) war ein italienischer Journalist, Schriftsteller und TV-Moderator.

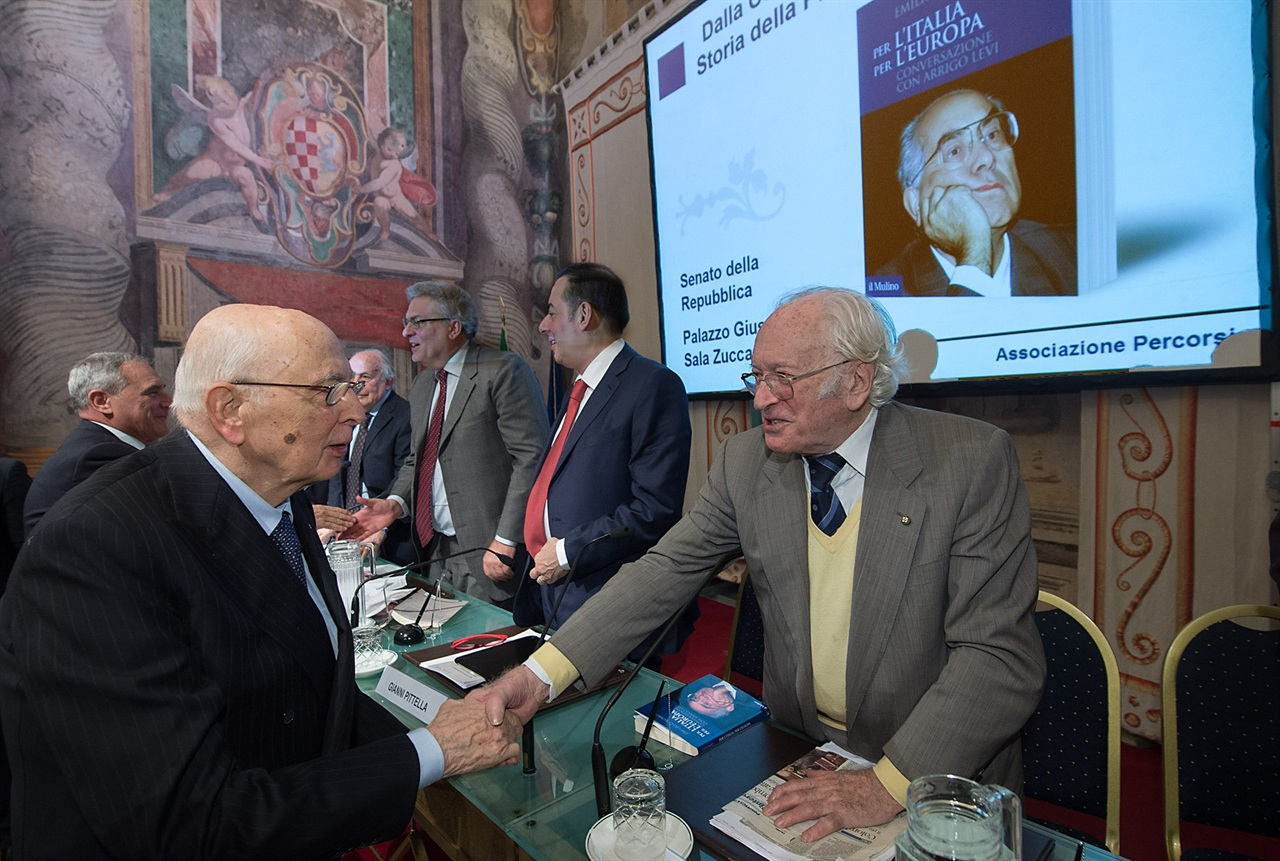
Arrigo Levi mit Giorgio Napolitano

## Biographie

### Asyl in Argentinien
Aus einer Familie der jüdischen Gemeinde in Modena stammend (sein Vater Enzo war ein bekannter Anwalt in Modena, seine Mutter Ida Donati stammte von Donato Donati ab, einem Händler, der im Jahre 1600 von Finale Emilia nach Modena gekommen war und den Buchweizen im Herzogtum Este eingeführt hat), emigrierte er 1938 im Alter von zwölf Jahren mit seiner Familie nach Argentinien, um den faschistischen Verfolgungen zu entkommen. In Buenos Aires hat er sein Studium abgeschlossen und 1943 begann seine journalistische Karriere als Direktor von Italia libera (freies Italien).

### Journalistische Karriere
Nach dem Zweiten Weltkrieg kehrte er mit seiner Familie von Argentinien nach Modena zurück, gerade noch rechtzeitig um am 2. Juni 1946 an dem Referendum teilzunehmen, mit dem die Italiener aufgefordert wurden zwischen Monarchie und Republik zu wählen. Mit gerade einmal 20 Jahren setzte er seine in Argentinien begonnene journalistische Karriere fort und leitete für fast zwei Jahre die Gazzetta di Modena, bis er sich entschied in Israel zu leben.

### Die wichtigsten Aufgaben
1960 zog er nach Moskau, wo er bis 1962 als Korrespondent des Corriere della Sera und danach bis 1966 als Korrespondent von Il Giorno tätig war. 1966 kehrte er zur RAI zurück, wo er bis 1968 die Nachrichtensendung Telegiornale geleitet hat (dies war eine Neuerung für das italienische Fernsehen, da bis dahin die Nachrichten von professionellen „Speakern“ gelesen wurden und nicht von Journalisten). Zum Zeitungswesen kehrte er 1969 zurück als Berichterstatter der Turiner Tageszeitung La Stampa, dieser Aufgabe kam er bis 1973 nach, als er zum Direktor derselben Zeitung und der Nachmittagszeitung Stampa sera wurde. Er blieb bis 1978 in Turin. Von 1979 bis 1983 arbeitete er mit der The Times zusammen, zuständig für internationale Probleme. 1988 wurde er Hauptleitartikelschreiber des Corriere della sera und von 1998 bis zum 3. Juli 2007 war er Berater für auswärtige Beziehungen des italienischen Präsidenten - Carlo Azeglio Ciampi und danach Giorgio Napolitano.

### Fernsehen
Neben den Nachrichten, denen er sich Mitte der sechziger Jahre verschrieb, arbeitete er auch bei vielen anderen Fernsehübertragungen mit, welche größtenteils von der RAI realisiert wurden. Darunter: Tam Tam (1981), Punto sette und Punto sette, una vita. Außerdem für den Canale 5: Tivù Tivù mit Angelo Campanella (von 1985 bis 1987). Danach von neuem für die RAI: I giorni dell'infanzia (1993), Emozioni TV (1995) und Gli archivi del Cremlino (1997), dabei war er auch Autor dieser Sendung. 1999 auf RAI Uno leitete er C'era una volta la Russia.

## Zitat
„Du verstehst den Wert der Freiheit nur in dem Moment, in dem du sie verlierst. Und sie wiederzuerlangen ist die schönste Sache.“

## Veröffentlichungen
Eine Auswahl der vielen von Arrigo Levi publizierten Bücher und Aufsätze:
- mit Alberto Ronchey: L'economia degli Stati Uniti oggi - L'america del boom. Rai, 1966.
- Il potere in Russia da Stalin a Breznev. Il Mulino, 1967.
- La televisione all'italiana. Etas Kompass, 1969.
- Viaggio fra gli economisti. Il Mulino, 1970.
- PCI, la lunga marcia verso il potere. Etas Kompass, 1971.
- Un'idea dell'Italia. Mondadori, 1979.
- mit Enzo Bettiza, Adolfo Battaglia und Ennio Ceccarini: Il comunismo da Budapest a Praga 1956–1958. Edizioni della voce, 1969.
- Ipotesi sull'Italia. Il Mulino, 1983.
- La Democrazia nell'Italia che cambia. Laterza, 1984.
- Intervista sulla Dc. 1986.
- Noi: gli italiani. Laterza, 1988, ISBN 88-420-3216-6.
- Tra Est e Ovest. Rizzoli, 1990, ISBN 88-17-84019-X.
- Yitzhak Rabin. 1210 giorni per la pace. Mondadori, 1996, ISBN 88-04-41603-3.
- Le due fedi. Il Mulino, 1996.
- La vecchiaia può attendere: ovvero l'arte di restare giovani. Mondadori, 1997, ISBN 88-04-42129-0.
- Rapporto sul Medio Oriente. Il Mulino, 1998, ISBN 88-15-06621-7.
- Russia del '900.: una storia europea. Corbaccio, 1999, ISBN 88-7972-310-3.
- mit Andrea Riccardi und Eugenio Scalfari: Dialoghi di fine Millennio. Rizzoli, 1999.
- mit Vincenzo Paglia und Andrea Riccardi: Dialoghi sulla fede. Il Mulino, 2000.
- America latina: memorie e ritorni. Il Mulino, 2004.
- Cinque discorsi tra due secoli. Il Mulino, 2004, ISBN 88-15-09913-1.
- Un paese non basta. il Mulino, 2009, ISBN 978-88-15-13098-3.

## Preise und Anerkennungen
- Trento Preis für Journalismus (1987)
- Großkreuz des Verdienstordens der Italienischen Republik (1991)
- Luigi Barzini Preis, als bester Korrespondent des Jahres (1995)
- Premio Ischia Internazionale di Giornalismo (Ischia-Preis) (2001)
- Großes Silbernes Ehrenzeichen am Bande für Verdienste um die Republik Österreich[2] (2002)
- Großoffizier des Ordens des Infanten Dom Henrique (2002)
- Guidarello Preis (2006)
- Orden des Marienland-Kreuzes III. Klasse